# Oloj
Az Oloj  (oroszul: Олой) folyó Oroszország ázsiai részén, Északkelet-Szibériában, Csukcsföld délnyugati vidékén; az Omolon jobb oldali, legnagyobb mellékfolyója.

## Földrajz
Hossza (a Bal-Olojjal együtt): 471 km, vízgyűjtő területe: 23 100 km2, évi közepes vízhozama a középső folyásán: 129 m³/s.
A Kolima-hegyvidék Us-Urekcsen-hegységében eredő két forráság: a Bal- és a Jobb-Oloj egyesülésével keletkezik. Szűk völgyben, végig nyugat–északnyugati irányba folyik. Völgyét északon az Oloj-hegység vonulatai, dél felől az Us-Urekcsen vonulatai kísérik. Kevéssel a sarkkörtől délre ömlik az Omolonba, 360 km-re annak kolimai torkolatától. Októbertől május végéig jégpáncél borítja.
Mellékfolyói közül csak az Andilivan hosszabb száz kilométernél (118 km).  